# تیم دوچرخه‌سواری السیون
تیم دوچرخه‌سواری السیون (فرانسوی: Alcyon‎) یک تیم دوچرخه‌سواری در کشور فرانسه بود.
این تیم در سال ۱۹۰۵ تأسیس و در سال ۱۹۶۲ منحل شده‌است شده در مسابقات تور دو فرانس و بوئلتا آ اسپانیا شرکت میکرده است.